# 潘欣妮
潘欣妮（英語：Loretta Poon，1995年3月18日—），後取藝名芮淇，英文名又暱稱Tata，香港女歌手及填詞人。

## 簡歷
潘欣妮於中學時期被前經理人發掘，後期遭前經理人求愛不遂而雪藏，遂入稟控告前經理人。。
2017年參加珠江頻道廣東台的歌唱比賽《粵語好聲音》，成功晉級第五期決賽選手，並以粵語版夜來香出賽。
2018年初，拜師台灣音樂人及填詞人黃中原，學習更多填詞技巧。

## 歌曲

### 2017
- 每一天

### 2018
- 沒來沒往
- 來過

## 填詞作品
- 楊斯捷不説再見（粵語版）
- 潘欣妮沒來沒往
- BINGO疑心病
- 楊斯捷枷鎖
- 李逸朗Wanna Say I Can
- 陳又熙、雷振揚Be Alright（與雷振揚合填，應該為負責國語詞部分）
- 文凱婷十秒限時[7]
- 林沚羿Take a break
- CHLOE 熙諭塵土
- 李泇霖居於心裡
- CHLOE 熙諭倒數中的告別

## 獎項
- 2017年：第四屆粵語歌曲排行榜「最受歡迎新人」[8]
- 2018年：第五屆粵語歌曲排行榜頒獎典禮「進步大獎」

音樂先鋒榜「創作新人歌手獎」
佛山電台俊情一點k歌排行榜「原創歌曲獎」

## 戲劇
- 2017年：《穿越愛情線》 飾 阿欣

## 外部連結
- 潘欣妮的Instagram帳戶
- 潘欣妮的Facebook專頁
- 潘欣妮的Facebook專頁